# Souarata Cissé
Pour les articles homonymes, voir Cissé.
Souarata Cissé, né le 16 janvier 1986 à Montreuil, en Seine-Saint-Denis, est un joueur français de basket-ball. Il évolue aux postes d'arrière et d'ailier.